# Reinhard Raffalt
Reinhard Raffalt (* 15. Mai 1923 in Passau; † 16. Juni 1976 in München) war ein deutscher Schriftsteller und Journalist.

## Leben
In seinem Elternhaus war durch die Mutter der Geist der alten Donaumonarchie lebendig. Der Vater Michael Raffalt, Druckereibesitzer und Zeitungsverleger, weckte schon früh das Interesse des Jungen an Literatur und Geschichte und lehrte ihn die Notwendigkeit einer logischen Denkweise.
Nach dem Abitur studierte Reinhard Raffalt in Leipzig Kirchenmusik, nach 1945 setzte er das Studium mit Geschichte, Philosophie, Kunstgeschichte und Musikwissenschaft fort. Er sammelte erste Erfahrungen als Journalist an der neu gegründeten Passauer Neuen Presse und promovierte 1949 über die „Problematik der Programm-Musik“. Dann aber zog es ihn nach Rom. Offiziell war Raffalt der „Vatikankorrespondent“ der „Passauer Neuen Presse“. Aber außer dem hochtrabenden Titel hatte er nichts, weder Geld noch Sprachkenntnisse oder Beziehungen. Als Organist an der deutschen Nationalkirche Santa Maria dell’Anima hielt er sich die erste Zeit über Wasser.
Bald schon machte Raffalt Sendungen für den Bayerischen Rundfunk. Daraufhin bot ihm der Münchner Prestel-Verlag an, ein Buch über Rom für die neu-konzipierte Landschaftsbuch-Reihe zu schreiben. Das „Concerto Romano“ wurde ein Bestseller, der viele Rombesucher auf ihren Wegen durch die Ewige Stadt begleitete.
Außerdem erhielt er einen Lehrauftrag für Kirchenmusik am Collegium Germanicum. Plötzlich hatte sein Leben in Rom eine Art Eigengesetzlichkeit bekommen: 1954 wurde Reinhard Raffalt vom Auswärtigen Amt zum Direktor der Bibliotheca Germanica ernannt, des ersten deutschen Kulturinstitutes, das nach dem Krieg wieder im Ausland gegründet wurde. Unter Raffalts Leitung entstand ein Zentrum, das deutsches Geistesleben in bisher nicht erlebter Weise repräsentierte.
Der Bayerische Rundfunk schickte ihn nach Asien, Afrika und Südamerika. 1957 gründete Raffalt die „Römische Bachgesellschaft“. In den 1960er Jahren gab er die offiziellen Ämter auf und lebte fortan als freier Schriftsteller in Rom. Er machte weiterhin seine durch Stil und Vortrag einzigartigen Sendungen für den Bayerischen Rundfunk (Porträts Römischer Kaiser: Nero, Augustus, Tiberius, Diokletian, Mark Aurel, Julian, Konstantin, Domitian, Heliogabal) und verfasste Beschreibungen römischer Basiliken: St. Peter, San Giovanni im Lateran, Santa Maria Maggiore, Santa Sabina, Santa Maria in Cosmedin, das Hörbild „Drei Wege durch Indien“ sowie das Essay „Der Antichrist“ und Beschreibungen wie „Autostrada del Sole“, „Teatro La Fenice“, „Der Tiber“, „Bella Figura“. „Eine Reise nach Neapel … e parlare italiano“ ist ein origineller Sprachkurs in Form eines Reiseführers vom Brenner nach Neapel. Er schrieb gerngelesene Bücher für Prestel und Piper und entwickelte sich immer mehr zu einem Kenner der „Vatikanischen Szene“.
Unter dem Pontifikat Pauls VI. (ab 1963) wurde Raffalt zu einem scharfen Kritiker der päpstlichen Ostpolitik. Das antike Rom als geistige Wiege Europas, das christliche Abendland und Humanismus, Kultur, Geschichte und Musik, die katholische Kirche als Erbin und Bewahrerin antiker Tradition und die Zukunft Europas waren seine zentralen Themen. 1966 erschien die Komödie Das Gold von Bayern, uraufgeführt am Münchner Residenztheater, über die Machenschaften der Münchener Anlagebetrügerin Adele Spitzeder und die Gutgläubigkeit ihrer Opfer.
Seine besondere Sicht der Dinge, die Gabe, große Zusammenhänge zu erkennen und geistige Bögen zu schlagen, seine charmant-humorvolle Art machen seine Bücher, Sendungen und Filme unverwechselbar. Gleichzeitig verrät insbesondere sein Werk Große Kaiser Roms eine konservative Grundhaltung; insbesondere sein Frauenbild mutet bisweilen etwas altertümlich an. In seiner Darstellung stehen die – oft anekdotenhaft geschilderten – Familienverhältnisse der Kaiser eindeutig im Vordergrund, von einer wissenschaftlichen Analyse kann daher nicht die Rede sein. Offenbar wendet sich der Autor auch eher an ein populärwissenschaftlich interessiertes Publikum.
In Rom lernte er seine erste Frau Anna Maria Sprovieri kennen, die schon eine Woche nach der Hochzeit am 29. Oktober 1959 verstarb. Kurz vor seinem Tod heiratete Raffalt dann seine langjährige Lebensgefährtin und Mitarbeiterin Nina Bertram, Tochter einer bekannten Bauunternehmersfamilie aus Passau. Reinhard Raffalt starb 1976 völlig überraschend, nur 18 Stunden nach der Hochzeit.

## Auszeichnungen
- 1969: Bayerischer Poetentaler
- 1970: Bayerischer Verdienstorden

## Werke
- 1955 Concerto Romano. Prestel-Verlag, München
- 1957 Drei Wege durch Indien. Glock & Lutz Verlag, Nürnberg
- 1957 Die Kleine und die Große Überfahrt. Süddeutscher Verlag, München
- 1957 Eine Reise nach Neapel … e parlare italiano. Prestel-Verlag, München
- 1958 Ein römischer Herbst. Prestel-Verlag, München
- 1959 Fantasia Romana. Prestel-Verlag, München
- 1961 Wie fern ist uns der Osten. Prestel-Verlag, München
- 1962 Der Nachfolger. Prestel-Verlag, München
- 1964 Der Papst in Jerusalem. Prestel-Verlag, München
- 1966 Sinfonia vaticana. Prestel-Verlag, München
- 1966 Das Gold von Bayern. Prestel-Verlag, München
- 1973 Wohin steuert der Vatikan? Piper-Verlag, München

Postum erschienen:
- 1977 Cantata Romana: Römische Kirchen. Prestel-Verlag, München, ISBN 3-7913-0404-6.
- 1977 Große Kaiser Roms. Piper-Verlag, München; als Piper-Taschenbuch 1986, ISBN 3-492-00799-6.
- 1978 Divertimento Romano. Prestel-Verlag, München
- 1978 Musica eterna. Piper-Verlag, München
- 1981 Abendländische Kultur und Christentum, Essays, Piper & Co. Verlag,  München/Zürich, ISBN 3-492-02470-X.
- 1990 Der Antichrist. Lins-Verlag, Feldkirch; verfasst 1966.